# Scheunenviertel
Het Scheunenviertel (letterlijk schurenkwartier)  is een wijk in het Berlijnse stadsdeel Mitte. 

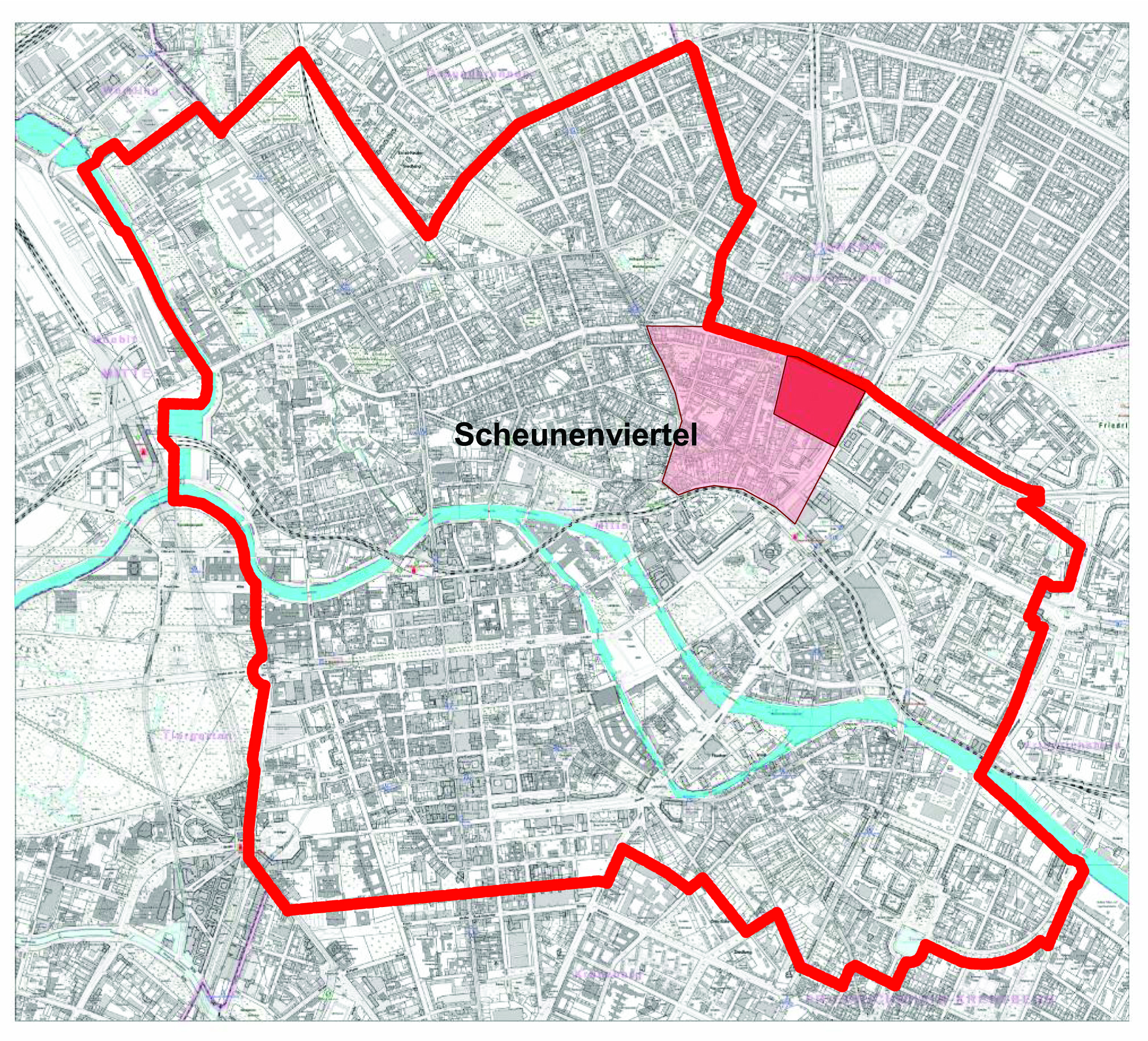
Donkerrood: Scheunenviertel in de 17e eeuw; Roze: grootste uitbreiding  van de stadswijk, die later zo genoemd werd[1].

Het ligt ten noorden van het middeleeuwse  Alt-Berlin en ten oosten van de Rosenthaler Straße en de Hackescher Markt. Tot de Tweede Wereldoorlog was het een sloppenwijk, met een belangrijke Joodse bevolking en veel  migranten uit Oost-Europa.
De naam is afkomstig van de schuren die in 1672 buiten de stadsmuren werden gebouwd op bevel van keurvorst Frederik Willem I van Brandenburg. De schuren werden gebouwd voor het hooi voor de grote veemarkt op de nabijgelegen Alexanderplatz. In 1737 beval koning Frederik Willem I van Pruisen de Berlijnse joden om zich hier te vestigen.
Vóór de Eerste Wereldoorlog ontwikkelde de Berlijnse Magistrat delen van het gebied. Sindsdien werd het centrum van de wijk de driehoekige Rosa-Luxemburg-Platz, voorheen Bülowplatz, waar de communist Erich Mielke twee politiemannen doodschoot.
Na de Duitse hereniging werd het Scheunenviertel, samen met Spandauer Vorstadt, een modieuze wijk, die geliefd was bij de jeugd.
Scheunenviertel wordt dikwijls als synoniem gebruikt voor het joodse kwartier van Berlijn, maar het joodse culturele en commerciële leven is geconcentreerd in het nabijgelegen Spandauer Vorstadt, waar de Nieuwe Synagoge en andere joodse inrichtingen gevestigd zijn.

## Buiten Berlijn

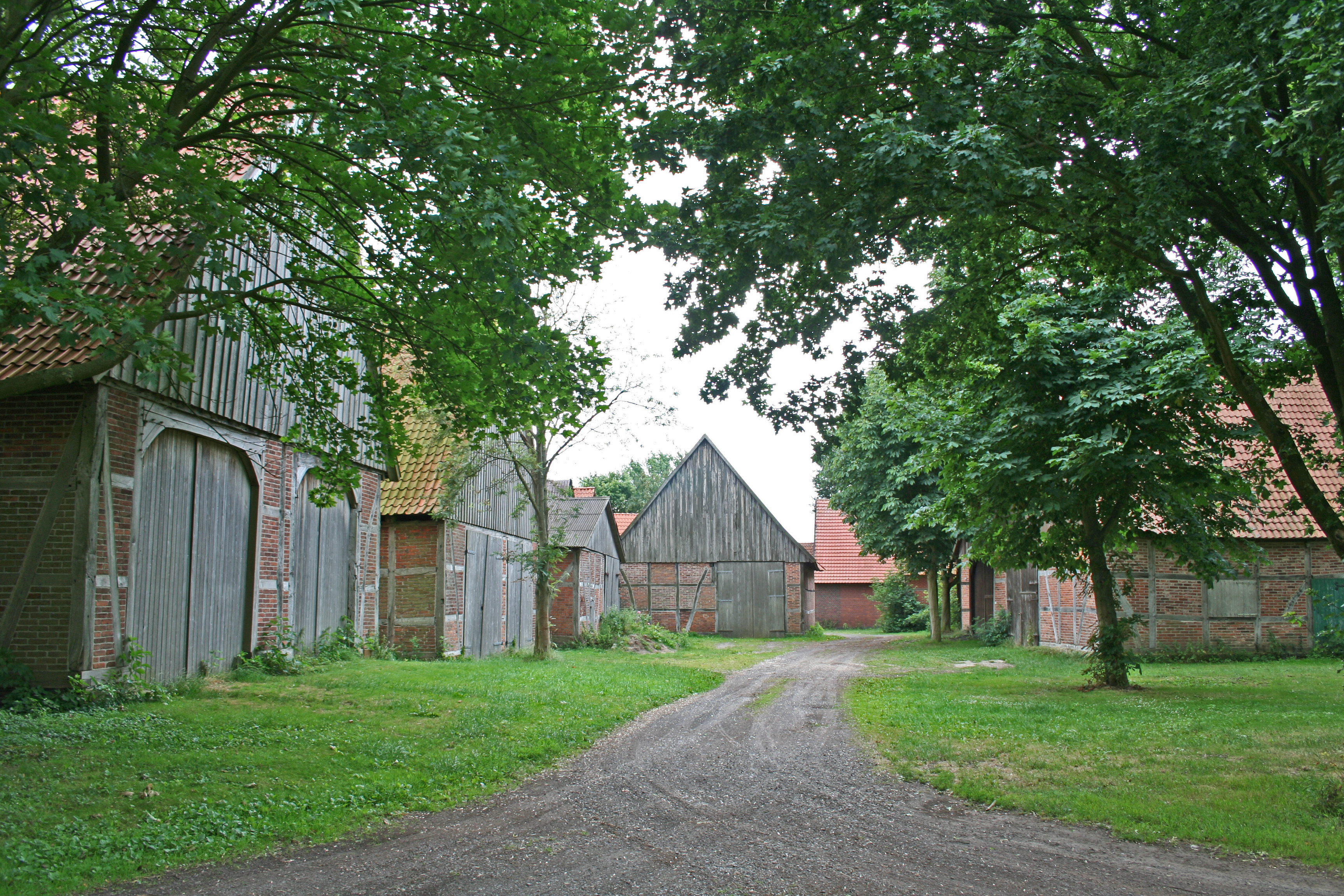
Scheunenviertel in Schlüsselburg (Petershagen)

Verscheidene Noord-Duitse dorpen, waaronder Schlüsselburg, gemeente Petershagen, Ahlden en Neubruchhausen,  gemeente Bassum hebben van oudsher ook een Scheunenviertel. 
Zo'n wijkje bestaat oorspronkelijk uit boerenschuren, voor o.a. de opslag van de graanoogst of van hooi en stro, en die een eind buiten het dorp stonden, waar de schuren bij hoorden. De redenen, om de schuren buiten het dorp te bouwen, waren ten eerste, dat als bendes doortrekkende plunderende soldaten of andere rovers een dorp overvielen, de graanoogsten niet ook in hun handen zouden vallen, en ten tweede, vermindering van het gevaar van een grote brand, als binnen het bewoonde dorpsgebied houten schuren met brandbaar hooi erin vlam zouden vatten.  Deze laatste reden -vermindering van brandgevaar- heeft ook een belangrijke rol gespeeld bij de beslissing uit 1672 om buiten Berlijn een Scheunenviertel te bouwen.